# Vol Aviateca 901
Le 9 août 1995, un Boeing 737-200 assurant le vol Aviateca 901 s'est écrasé sur le San Vicente, un volcan de 2 182 mètres, lors de son approche vers l'aéroport international du Salvador. L'accident a tué les 65 passagers et membres d'équipage présents à bord de l'appareil, ce qui en fait la catastrophe aérienne la plus meurtrière de l'histoire du Salvador.
Une enquête, menée par l'Autorité de l'aviation civile (AAC) du Salvador, a déterminé qu'une erreur de pilotage, une erreur du contrôle aérien et le mauvais temps ont contribué à l'accident.

## Contexte

### Avion
Le vol 901 était opéré par un Boeing 737-2H6, immatriculé N125GU. C'était alors le 1 114e 737 construit par Boeing, et la compagnie aérienne guatémaltèque Aviateca l'a acquis en mars 1995. Au moment de l'accident, ce biréacteur court/moyen-courrier cumulé 16 645 heures de vol et 20 323 cycles (décollages/atterrissages).

### Passagers et équipage
Le commandant de bord était Axel Byron Miranda Herrera (39 ans, 9 828 heures de vol), et le copilote était Víctor Francisco Sandoval Salguero (36 ans, 4 696 heures de vol). Les deux pilotes étaient d'anciens membres de la Force aérienne guatémaltèque ; le commandant de bord a servi dans l'armée de l'air de 1976 à 1986, tandis que le copilote y a servi de 1980 à 1991. Le commandant de bord a rejoint Aviateca en 1986 et le copilote a rejoint la compagnie aérienne en 1992.
Il y avait 58 passagers et 7 membres d'équipage à bord de ce vol. Parmi les passagers à bord du vol reliant Guatemala à San Salvador, on comptait 16 ressortissants mexicains, 11 guatémaltèques, 6 norvégiens, 5 américains, 5 nicaraguayens, 4 costaricains, 2 danois, 2 brésiliens et 7 autres passagers d'origine inconnue.

## Accident
Le vol 901 était un vol international régulier de passagers en provenance de l'aéroport international de Miami, aux États-Unis, et sa destination finale était l'aéroport international Juan-Santamaría de San José, au Costa Rica. Il avait trois escales prévue sur son itinéraire : l'aéroport international La Aurora, au Guatemala, l'aéroport international de Comalapa, au Salvador, et l'aéroport international de Managua, au Nicaragua.
Le départ du vol pour Guatemala City a été retardé de 2 heures, le 737 décollant à 18h20 pour un vol de nuit. En raison de fortes pluies et d'orages dans la région, le commandant de bord a dévié de la trajectoire d'approche standard vers l'aéroport international de Comalapa. Le commandant de bord a cherché à intercepter la pente de descente ILS pour la piste 07, plutôt que la pente de descente ILS généralement utilisée pour la piste 25. 
José Alberto Chávez, le contrôleur aérien en service ce soir-là, a ordonné au vol 901 de descendre à 5 000 pieds (1 524 m) d'altitude, sans savoir où l'avion se trouvait, car le commandant de bord n'a pas informé le contrôleur de l'écart de trajectoire. Alors qu'il était à 5 000 pieds, l'avertisseur de proximité du sol (GPWS) de l'avion s'est activé, alertant les pilotes que l'avion était trop près du sol. Les pilotes ont appliqué la pleine puissance sur les deux moteurs, mais il était alors trop tard pour éviter l'impact avec le relief.

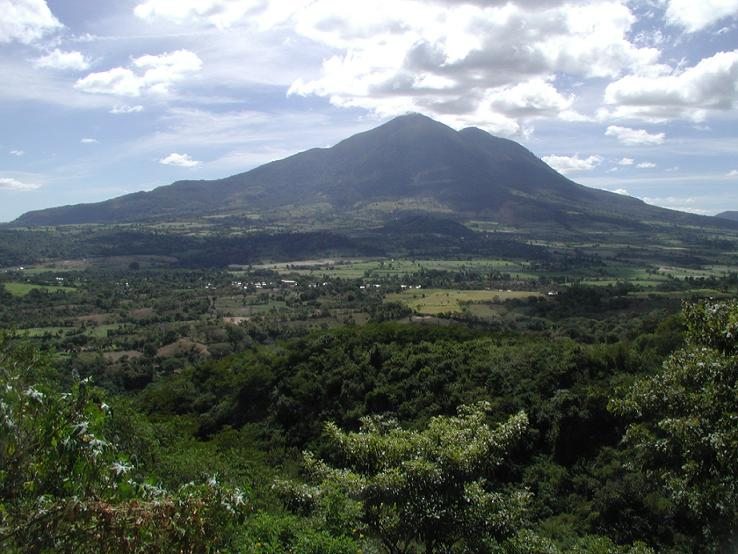
San Vicente, le volcan sur lequel le vol 901 s'est écrasé.

Le vol 901 s'est écrasé sur le flanc du volcan San Vicente vers 19h30, à 9 km au sud de Tepetitán (en), à 66 km à l'est de San Salvador et à 19 km au nord-est de l'aéroport international de Comalapa. Les 65 passagers et membres d'équipage à bord sont tous tués sur le coup.
Les véhicules de secours n'ont pas pu atteindre le lieu du crash, en raison du mauvais état des routes et du brouillard qui a également empêché les hélicoptères d'atteindre le site. Le site du crash s'étendait sur une zone de 420 m², à une altitude de 1 760 m. 

## Enquête et cause de l'accident
Peu de temps après l'accident, le Conseil national de la sécurité des transports (NTSB) américains a envoyé un représentant pour aider à l'enquête, notamment pour analyser l'enregistreur phonique (CVR) et l'enregistreur de paramètres (FDR) de l'avion.
L'Autorité de l'aviation civile (AAC) a publié son rapport final le 6 octobre 1995, trois mois après l'accident. Il révèle que la cause probable de l'accident du vol 901 est le manque de conscience de la situation de l'équipage, par rapport au relief présent dans la région, la décision des pilotes de descendre sous l'altitude minimale de sécurité, tout en s'écartant de l'axe d'approche de la piste, et l'ambiguïté des informations transmises entre l'équipage et le contrôle aérien concernant la position de l'appareil, ce qui a entraîné l'émission par les contrôleurs d'une attribution d'altitude qui ne tenait pas compte du relief. 
Le fait que le copilote n'ait pas fait part de ses préoccupations concernant les positions signalées au commandant de bord d'une manière plus directe et plus affirmée, et que le contrôleur n'a pas reconnu la position signalée de l'appareil par rapport aux obstacles potentiels et donné les instructions et avertissements appropriés aux pilotes ont également contribué à l'accident.